# シックス・センス
『シックス・センス』（The Sixth Sense）は、1999年のアメリカのホラーミステリー映画。

## 概要
死者が見える少年と彼をサポートする小児精神科医の体験する「未知の世界」と2人の交流、そして少年が自分の持っている第六感とどう向き合って生きていくかを描く。
冒頭には、「この映画にはある秘密があります。まだ映画を見ていない人には、決して話さないで下さい」というブルース・ウィリスからの前置きが話題となり、本編もそれを裏切ることのない衝撃を含む内容で（詳細は「#あらすじ」を参照）、大ヒットした。
この作品の成功によって、M・ナイト・シャマランは一流監督と見なされるようになった。また、ハーレイ・ジョエル・オスメントも天才子役という評価を決定付けた。
アカデミー賞では作品賞、監督賞、脚本賞、助演男優賞、助演女優賞にノミネートされた。また、スティーヴン・ジェイ・シュナイダーの『死ぬまでに観たい映画1001本』にも掲載されている。

## あらすじ
マルコム・クロウは第一線で活躍する小児精神科医で、これまで多くの子供を心の病から救ってきた。
しかし、あるとき彼の自宅に、10年前の少年期にカウンセリングを施したヴィンセント・グレイという青年が現れる。マルコムはヴィンセントに「自分を救ってくれなかった」となじられ、銃で撃たれてしまう。その直後、ヴィンセントが目の前で自殺したことで、マルコムは彼を救えていなかったことを思い知らされる。
それから1年後、マルコムは妻のアンナから無視される日々が続くが原因が理解できず、妻との間に隔たりが生まれていると感じていた。妻は別の男とささやかな愛情を育み、それに反して省みられずに苛立つ日々で自信を失ったマルコムは、苦悩と悲しみに暮れる。
そんな中、マルコムは少年のコール・シアーと出会う。コールの姿にヴィンセントを重ねたマルコムは、彼を救うことで、ヴィンセントを救えなかった自分をも救えるかもしれないと考える。必死になって受け入れて貰おうとするマルコムに、コールはやがて心を開き、隠していた秘密を打ち明ける。
コールには死者が見えてしまう「第六感（霊感）」のことで悩み、怯え続けていたのだ。この能力のため、コールは学校中の生徒や教師から「化け物」と異端児扱いされ、事情を知らない母親ともすれ違っていた。当初は幽霊の存在に懐疑的だったマルコムも、やがてコールの言葉を受け入れるようになり、死者がコールの前に現れる理由を共に探り始めるようになる。
その後、とある少女の霊との出会いにより、死者たちが自分たちの満たされぬ思いを癒して欲しいがために自分の前へ姿を現していたことを知ったコールは、自分の特異な能力の意義を理解してついに悩みを克服し、自分の能力のことを母に打ち明ける。
一方、未だ妻のことで悩んでいたマルコムは「妻が寝ているうちに話しかけて」というコールの助言に基づき、自宅で居眠り中の妻にそっと話しかける。そして妻の漏らした寝言を聞き、ようやく自分自身が既に死んでゴーストとなっていることに気づく（冒頭において銃で撃たれたマルコムは、その後どうなったか明確な描写は無く場面は切り替わり、マルコムとコールが出会うところまで物語が進行するが、実際には銃で撃たれた後マルコムは死亡し、その後はゴーストとなって存在している。この事実にマルコム自身は気づいておらず、観客にも伏せられている）。全てを悟り心の傷を癒されたマルコムは、苦しみから解き放たれ、天へと召されていくのだった。（寒気がするのは幽霊が怒っている証拠。）

## キャスト
| 役名                   | 俳優                           | 日本語吹替 | 日本語吹替   | 日本語吹替 |
| 役名                   | 俳優                           | ソフト版   | 日本テレビ版 | 機内上映版 |
| ---------------------- | ------------------------------ | ---------- | ------------ | ---------- |
| マルコム・クロウ       | ブルース・ウィリス             | 菅生隆之   | 内田直哉     | 磯部勉     |
| コール・シアー         | ハーレイ・ジョエル・オスメント | 矢島晶子   | 矢島晶子     | 伊藤隆大   |
| アンナ・クロウ         | オリヴィア・ウィリアムズ       | 唐沢潤     | 島本須美     | 田中敦子   |
| リン・シアー           | トニ・コレット                 | 勝生真沙子 | 堀越真己     | 駒塚由衣   |
| ヴィンセント・グレイ   | ドニー・ウォルバーグ           | 伊藤和晃   | 平田広明     | 平田広明   |
| キラ・コリンズ         | ミーシャ・バートン             | 林玉緒     | 小林沙苗     | 小林野和   |
| ショーン               | グレン・フィッツジェラルド     | 落合弘治   | 森川智之     | 平田広明   |
| ヒル医師               | M・ナイト・シャマラン          | 長克巳     | 佐久田脩     |            |
| ダレン                 | ピーター・タンバキス           | 近藤玲子   | 伊倉一恵     | 進藤一宏   |
| トミー                 | トレヴァー・モーガン           | 亀井芳子   | 亀井芳子     |            |
| スタンリー・カニンガム | ブルース・ノリス               | 後藤敦     | 青山穣       | 井上倫宏   |

- 日本テレビ版 ：初回放送2003年1月17日『金曜ロードショー』
  - フジテレビ「土曜プレミアム」2007年7月7日、TBS「水曜プレミアシネマ」2012年6月6日の放送でも吹き替え音源は日本テレビ版が用いられたが、BSジャパンで同作を放送した際（番組プロデューサーによれば）テレビ版の吹き替え音源は行方不明で入手出来ず、ソフト版の音源が用いられた。

## 評価
レビュー・アグリゲーターのRotten Tomatoesでは160件のレビューで支持率は86%、平均点は7.70/10となった。Metacriticでは35件のレビューを基に加重平均値が64/100となった。
映画評論家の町山智浩は『シックス・センス』のプロットは『恐怖の足跡』の引用であると指摘しているが、作品自体は高く評価している。

## 小説
映画公開後、ジム・デフェリスによって映画の小説版が、デイヴィッド・ベンジャミンによってその後のコールの姿を描いたオリジナル小説『シックス・センス 生存者』、『シックス・センス 逃亡者』、『シックス・センス 密告者』が執筆された。日本では、いずれも酒井紀子訳で竹書房文庫で発行されている。